# 九五式偵察気球
九五式偵察気球（きゅうごしきていさつききゅう）は、大日本帝国陸軍の偵察気球（繋留気球）。

## 経緯
砲兵の射弾観測に際して使用される行軍時の機動性に優れた偵察気球として開発されたもの。1935年（昭和10年）12月に仮制式制定され、昭和十年度北満試験にて気球および周辺器材の試験を行った後、1936年（昭和11年）4月に制式採用された。
日中戦争（支那事変）時には独立気球第2中隊および同第3中隊に配備され、1937年（昭和12年）8月24日の臨時動員から1940年（昭和15年）8月の独立気球第3中隊復員までの間に第二次上海事変、南京攻略戦、江陰攻撃、徐州作戦、武漢作戦、南昌作戦、宜昌作戦などに参加した
。主に射撃観測や捜索、情報収集を行った他、敵兵に対する心理的な威圧効果も発揮している。また、1939年（昭和14年）のノモンハン事件の際にも戦闘に参加したと言われる。
1938年（昭和13年）には、九五式を代替するものとして九八式偵察気球が制式採用されている。

## 設計
水素が充填される気嚢は、両側面斜下部に糸目網を、後尾に3つの舵嚢を備える魚形をしており、可変容積式を採用している。安定性は高く、最大で風速25 m/sに耐えることが可能。吊籠には繋留索を介する有線電話、落下傘、保温装置などを備える。
九一式や九三式といった従来の偵察気球と比較すると小型であり、九一式に対して乗員は2分の1である1名、地上で運用にあたる人員や車両の数も3分の2程度まで削減され、操作に要する人員は計62名となった。これにより、九一式の運用上のネックだった行軍中の障害通過の難しさが改善された一方で、乗員数が削減されたことで偵察員に高い技量が求められるようになった。日中戦争中には2人乗りで運用されることもあった。また、九一式と比較して陣地進入後の昇騰・降下性能も向上している。
運用に必要な地上の周辺器材には繋留車や水素缶車などがあり、うち繋留車は九四式六輪自動貨車をベースとする九五式偵察気球繋留車（自重4,600 kg）が用いられた。接続された昇騰中の気球ごと繋留車を移動させることも可能。また、徐州作戦中には繋留車を貨車に搭載し、列車上から気球を昇騰移動させたこともあった。

## 諸元
出典：『日本陸軍試作機大鑑』 139頁、『日本の軍用気球』 167,214,215頁。
- 全長：31.2 m[1]あるいは26.45 m[16]
- 最大直径：7.32 m[1]あるいは7.24 m[16]
- 全高：16.82 m
- 気嚢容積：750 m3[1]あるいは730 m3[16]
- 自重：340 kg
- 最大昇騰高度：1,000 m（乗員1名時）
- 搭載量：120 kg（乗員1名時）
- 繋留索全長：約1,300 m
- 乗員：1 - 2名